# Сан-Лоренцо-ин-Банале
Са́н-Лоре́нцо-и́н-Бана́ле (итал. San Lorenzo in Banale) — коммуна в Италии, расположена в провинции Тренто региона Трентино-Альто-Адидже.
Население составляло, на 31.12.2014 года, 1154 человека, плотность населения ─ 18,79 чел./км². Занимает площадь 61,41 км². Почтовый индекс — 38078. Телефонный код — 0465.
Покровителем населённого пункта почитается святой Лаврентий Римский, празднование 10 августа.

## Население
Название жителей ─ санлоренциани (итал. sanlorenziani).
Динамика населения: